# Nördlicher Gasherbrumgletscher
Der Nördliche Gasherbrumgletscher befindet sich im östlichen Karakorum im von China annektierten Shaksgam-Tal.
Der Nördliche Gasherbrumgletscher hat eine Länge von 23 km. Er strömt im nordöstlichen Baltoro Muztagh entlang der Ostflanke des Broad Peak (8051 m) – anfangs in nördlicher, später in östlicher und nordöstlicher Richtung. Im Süden wird der Gletscher von den Gipfeln Gasherbrum II (8035 m) und Gasherbrum III (7952 m) eingerahmt. Ein linker Tributärgletscher ist der Kharutgletscher. Der Nördliche Gasherbrumgletscher mündet in den Shaksgam.